# Prag 5
Prag 5 ist ein Verwaltungsbezirk und ein Stadtteil der tschechischen Hauptstadt Prag. Zum Verwaltungsbezirk Prag 5 gehören die Stadtteile Prag 5 und Slivenec.
Der Stadtteil Prag 5 umfasst die Katastralgemeinden Smíchov, Hlubočepy (einschließlich Barrandov und Zlíchov), Radlice, Košíře und Motol vollständig, den überwiegenden Teil von Jinonice sowie einen kleinen Teil der Kleinseite und Břevnovs. Die bekanntesten sind das alte Film- und Villenviertel Barrandov, das Geschäftsviertel Smíchov sowie der Kleinseitner Bereich rund um den Náměstí Kinských (Marktplatz). Grünanlagen sind der Petřín sowie der Kinský-Garten.

## Barrandov
Barrandov ist ein alter Stadtteil mit mondänen Villen der 1930er Jahre. In den Barrandov Filmstudios entstanden unter anderem die Filme Amadeus, Casino Royal (aus der James-Bond-Reihe) und Pan Tau. Neben den Filmstudios stehen die im funktionalistischen Stil erbauten Barrandovské Terasy, ein ehemaliges Luxusrestaurant für den Jetset der 1930er Jahre. Das neue Barrandov ist vor allem bekannt für seine ausgefallen gestalteten Tram-Haltestellen auf der Strecke zu Sídliště Barrandov (Siedlung Barrandov). Entworfen hat das preisgekrönte Projekt der Architekt Patrik Kotas.

## Smíchov

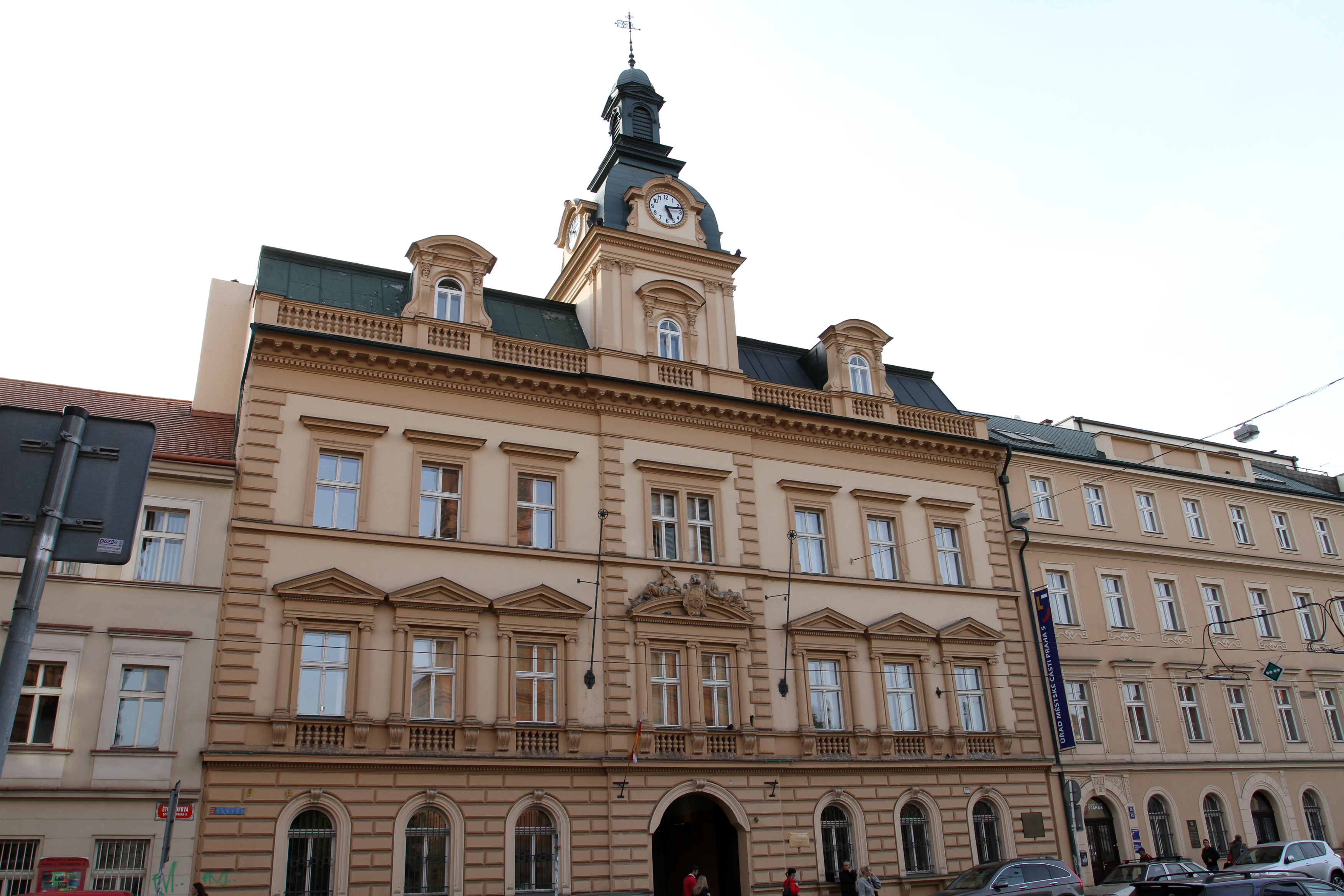
Rathaus des Stadtteils Prag 5

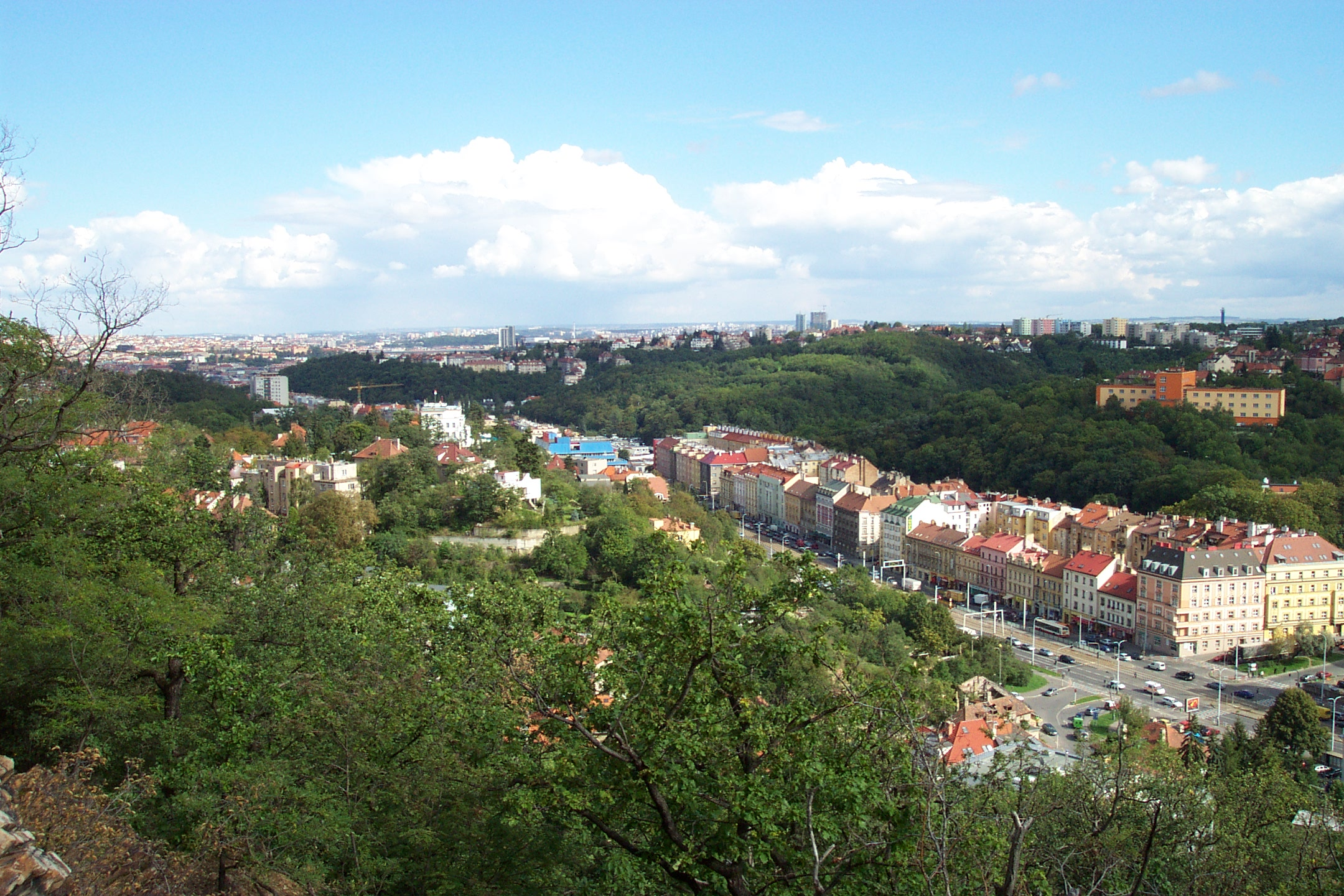
Blick auf Košíře vom Felsen Skalka in Smíchov

In Smíchov gab es früher zahlreiche Textilfabriken, Brauereien und ein Eisenbahnwagon- bzw. Straßenbahnwerk. Heute ist nur das Areal der Staropramen-Brauerei übrig geblieben. Das Viertel hat sich seit der politischen Wende vom Arbeiterviertel zum Büro- und Einkaufszentrum gewandelt. Mittelpunkt ist die Metrostation und Kreuzung Anděl, die ihren Namen einem Wandfresko an der Fassade eines Hauses verdankt, das in den 1980ern dem Bauboom zum Opfer fiel.
Im Anděl Media Center haben die Redaktionen von Dnes, Mladá fronta und Lidové noviny ihren Sitz, auch der Radiosender Expres hat dort sein Studio.

## Kleinseite
Zu Prag 5 gehört auch ein kleiner Teil der Kleinseite mit wenigen Häuserblocks, die an der Stelle des früheren Dorfes Újezd außerhalb des Burgareals stehen. Dieses Areal umfasst die Straßen Vítězná, Janáčkovo nábřeží, Petřínská, Mělnická, Plaská sowie die Straßen entlang des Moldau-Ufers auf der Höhe der Brücke der Legionen.